# RMS JazzOrchester
Das RMS JazzOrchester ist eine Big Band und als solche ein Unterrichtsangebot der Rheinischen Musikschule Köln, das sich an Menschen mit bereits fortgeschrittenen Fertigkeiten auf ihren Musikinstrumenten wendet. Die Besetzung ist die für Jazz-Big-Bands typische: Trompeten, Posaunen, Saxophone und Rhythmusgruppe. 

## Geschichte
1971 gründete Karel Krautgartner das „Seminar für Unterhaltungsmusik“ an der Rheinischen Musikschule (RMS). Dieses Seminar war das erste seiner Art in der Bundesrepublik Deutschland; es übte daher eine große Anziehungskraft aus und hat zur Entwicklung der Kölner Jazz-Szene nicht unwesentlich beigetragen.
Als Teil dieses Seminars rief Krautgartner auch eine Big Band ins Leben. Zunächst lautete deren Bezeichnung „Big Band der Rheinischen Musikschule“. Dieser Name wurde in „RMS JazzOrchester“ geändert, als die RMS später eine weitere Big-Band-Klasse einführte.

## Bandleader
Bisher haben folgende Bandleader die Band geführt:
- Karel Krautgartner (1971–1975)
- Jiggs Whigham (1975–1986)
- Michael Villmow (1986–2022)
- Martin Reuthner (seit 2022)

## Arbeitsweise
Aufgabenstellung des RMS JazzOrchesters ist die Pflege des klassischen Big-Band-Repertoires mit Stücken von Musikern wie Sammy Nestico, Thad Jones und Duke Ellington sowie das Erarbeiten modernerer Kompositionen und Arrangements wie etwa von Pat Metheny, Bob Mintzer, Peter Herbolzheimer und Michael Villmow. Erweitert wird die stilistische Bandbreite durch Gastdozenten (bspw. Gabriel Pérez, Jiggs Whigham und Jens Böckamp), die mit der Band jeweils eigene Stücke einstudieren und aufführen. Regelmäßige wöchentliche Proben (außer in den Schulferien von NRW) und mehrere Auftritte pro Jahr sorgen für ungebrochene Kontinuität der Band seit ihrer Gründung.
Viele ehemalige Mitglieder des RMS JazzOrchesters sind Berufsmusiker geworden. Dank dieser und der engen Kontakte zum Bundesjazzorchester und zur WDR Big Band kann das RMS Jazzorchester immer wieder renommierte Musiker als Gastsolisten für gemeinsame Auftritte gewinnen, wie bspw. den Trompeter Andy Haderer, die Saxophonisten Heiner Wiberny, Paul Heller und Denis Gäbel, die Gitarristen Bruno Müller und Hanno Busch.
Aus dem RMS JazzOrchester sind im Laufe der Jahre einige Musiker hervorgegangen, die internationale Aufmerksamkeit erringen konnten. Zu ihnen gehören u. a. Markus Stockhausen, Till Brönner und Volker Goetze.